# Sphenomorphus cameronicus
Espèce
Sphenomorphus cameronicus est une espèce de sauriens de la famille des Scincidae.

## Répartition
Cette espèce est endémique de Malaisie péninsulaire.

## Publication originale
- Smith, 1924 : Two new lizards and a new tree frog from the Malay Peninsula. Journal of the Federated Malay States museums, vol. 11, p. 183-186.